# مارکوس باسلگا
مارکوس باسلگا (انگلیسی: Marcos Baselga؛ زادهٔ ۱۵ فوریهٔ ۱۹۹۹) بازیکن فوتبال اهل اسپانیا است.